# Mixosauridae

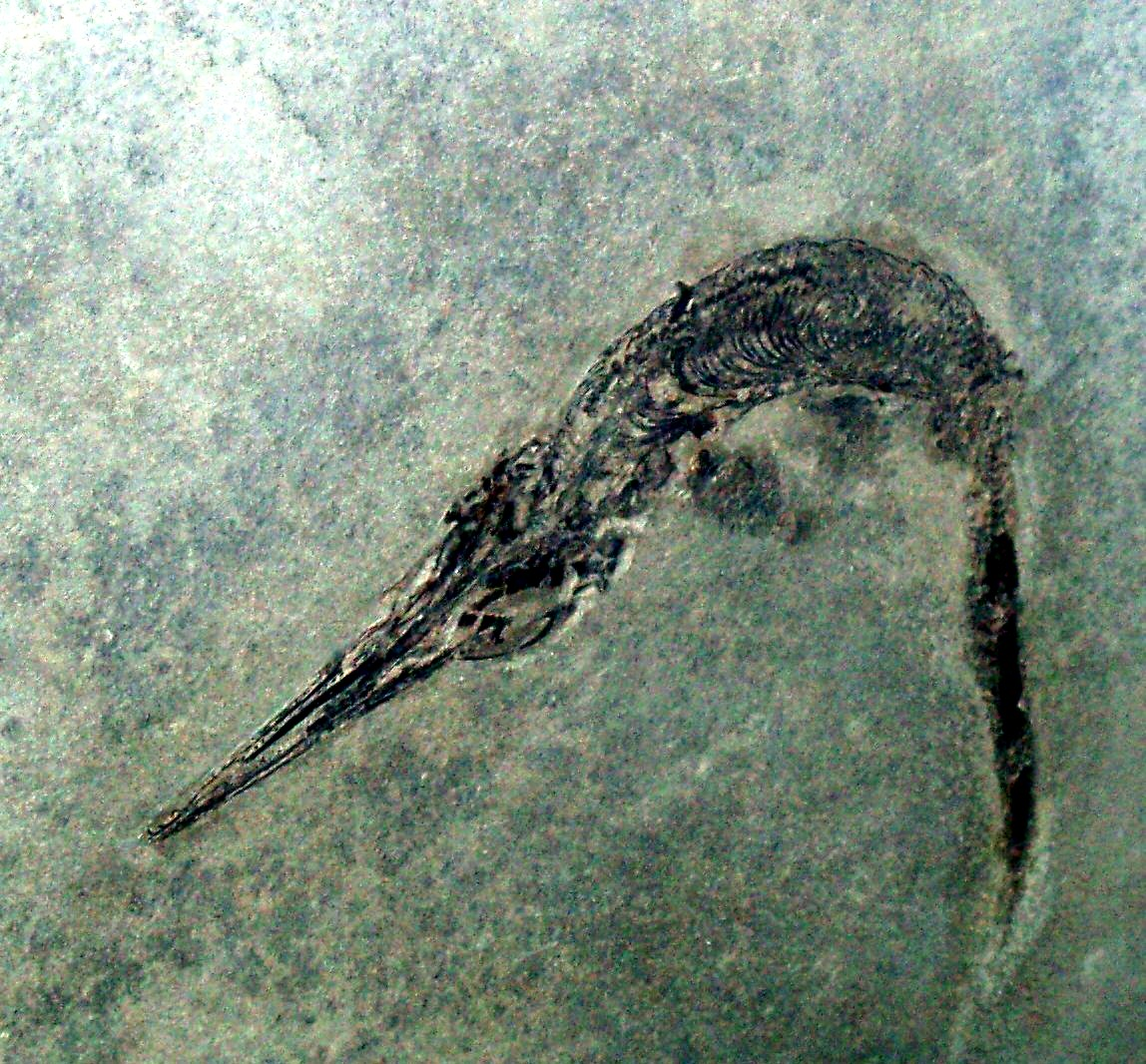
Een fossiel van Mixosaurus cornalianus

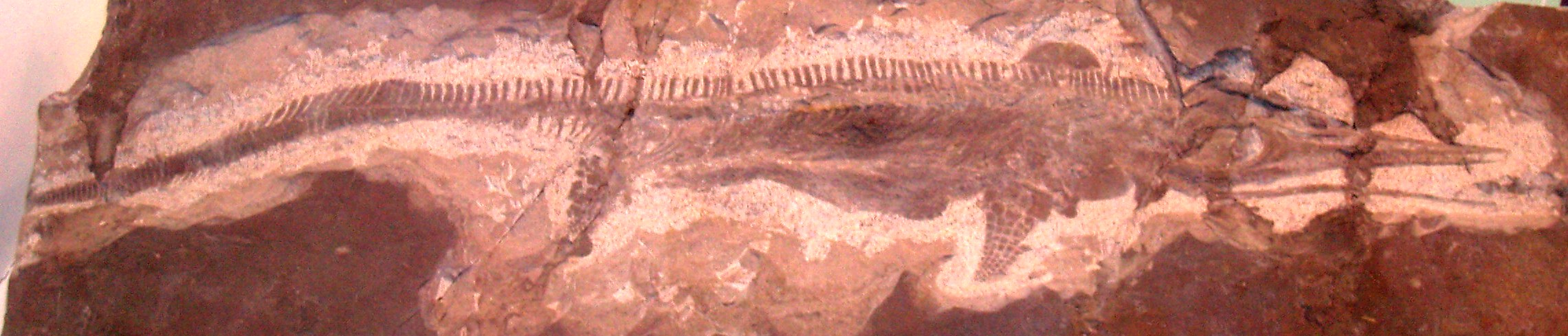
Een fossiel van Mixosaurus cornalianus

De Mixosauridae zijn een familie van uitgestorven aquatische reptielen uit de orde Ichthyosauria, die leefde van het Midden- tot Laat-Trias, ongeveer 230 tot 210 miljoen jaar geleden. Fossielen zijn over bijna de hele wereld gevonden, waaronder in China, Timor, Indonesië, Italië, Svalbard, Spitsbergen, Canada, de Verenigde Staten (belangrijke vondsten zijn gedaan in Alaska en Nevada), Duitsland en Zwitserland. De geslachten variëerden in lengte van een meter, zoals Mixosaurus, tot wel vijf meter, zoals Contectopalatus.

## Voeding
Vlak bij een fossiel van een Mixosaurus zijn weekdierschelpen aangetroffen, wat erop kan duiden dat mixosauriden weekdieren zouden hebben gegeten, hoewel het ook goed mogelijk is dat ze vis aten, gezien de gestroomlijnde vorm van het lichaam die mixosauriden tot de snelste mariene reptielen van hun tijd moet hebben gemaakt.

## Taxonomie
De Mixosauridae werden in 1887 benoemd door Georg Baur. Het bekendste geslacht is Mixosaurus. Verder zijn er twee onderfamilies: de Mixosaurinae en de Phalarodontidae. 
In 2017 kwam Benjamin Moon met de laatste gangbare definitie als klade: de groep bestaande uit Mixosaurus cornalianus en alle soorten nauwer verwant aan Mixosaurus dan aan Ichthyosaurus communis. 
De taxonomie is als volgt:
- Mixosauridae
  - Mixosaurinae
    - Mixosaurus
    - Barracudasauroides

  - Phalarodontinae
    - Phalarodon
    - Contectopalatus

## Fylogenie
Het zustertaxon van de Mixosauridae is de Wimaniidae met als enige vertegenwoordiger het geslacht Wimanius. Samen vormen de Wimaniidae en de Mixosauridae de infraorde Mixosauria. Een mogelijke stamboom van de Mixosauria gebaseerd op cladistische analyses van Motani (1999), Maisch and Matzke (2000), en Jiang, Schmitz, Hao & Sun (2006) en Maisch (2010) is als volgt:
|  | Barracudasauroides                                                                  |
|  |                                                                                     |
|  | \| \| Mixosaurus cornalianus \| \| \| \| \| \| Mixosaurus kuhnschnyderi \| \| \| \| |
|  |                                                                                     |
|  | Mixosaurus cornalianus                                                              |
|  |                                                                                     |
|  | Mixosaurus kuhnschnyderi                                                            |
|  |                                                                                     |

|  | Mixosaurus cornalianus   |
|  |                          |
|  | Mixosaurus kuhnschnyderi |
|  |                          |

|  | Contectopalatus                                                            |
|  |                                                                            |
|  | \| \| Phalarodon callawayi \| \| \| \| \| \| Phalarodon fraasi \| \| \| \| |
|  |                                                                            |
|  | Phalarodon callawayi                                                       |
|  |                                                                            |
|  | Phalarodon fraasi                                                          |
|  |                                                                            |

|  | Phalarodon callawayi |
|  |                      |
|  | Phalarodon fraasi    |
|  |                      |

|  | Barracudasauroides                                                                  |
|  |                                                                                     |
|  | \| \| Mixosaurus cornalianus \| \| \| \| \| \| Mixosaurus kuhnschnyderi \| \| \| \| |
|  |                                                                                     |
|  | Mixosaurus cornalianus                                                              |
|  |                                                                                     |
|  | Mixosaurus kuhnschnyderi                                                            |
|  |                                                                                     |

|  | Mixosaurus cornalianus   |
|  |                          |
|  | Mixosaurus kuhnschnyderi |
|  |                          |

|  | Contectopalatus                                                            |
|  |                                                                            |
|  | \| \| Phalarodon callawayi \| \| \| \| \| \| Phalarodon fraasi \| \| \| \| |
|  |                                                                            |
|  | Phalarodon callawayi                                                       |
|  |                                                                            |
|  | Phalarodon fraasi                                                          |
|  |                                                                            |

|  | Phalarodon callawayi |
|  |                      |
|  | Phalarodon fraasi    |
|  |                      |

|  | Barracudasauroides                                                                  |
|  |                                                                                     |
|  | \| \| Mixosaurus cornalianus \| \| \| \| \| \| Mixosaurus kuhnschnyderi \| \| \| \| |
|  |                                                                                     |
|  | Mixosaurus cornalianus                                                              |
|  |                                                                                     |
|  | Mixosaurus kuhnschnyderi                                                            |
|  |                                                                                     |

|  | Mixosaurus cornalianus   |
|  |                          |
|  | Mixosaurus kuhnschnyderi |
|  |                          |

|  | Contectopalatus                                                            |
|  |                                                                            |
|  | \| \| Phalarodon callawayi \| \| \| \| \| \| Phalarodon fraasi \| \| \| \| |
|  |                                                                            |
|  | Phalarodon callawayi                                                       |
|  |                                                                            |
|  | Phalarodon fraasi                                                          |
|  |                                                                            |

|  | Phalarodon callawayi |
|  |                      |
|  | Phalarodon fraasi    |
|  |                      |

|  | Barracudasauroides                                                                  |
|  |                                                                                     |
|  | \| \| Mixosaurus cornalianus \| \| \| \| \| \| Mixosaurus kuhnschnyderi \| \| \| \| |
|  |                                                                                     |
|  | Mixosaurus cornalianus                                                              |
|  |                                                                                     |
|  | Mixosaurus kuhnschnyderi                                                            |
|  |                                                                                     |

|  | Mixosaurus cornalianus   |
|  |                          |
|  | Mixosaurus kuhnschnyderi |
|  |                          |

|  | Contectopalatus                                                            |
|  |                                                                            |
|  | \| \| Phalarodon callawayi \| \| \| \| \| \| Phalarodon fraasi \| \| \| \| |
|  |                                                                            |
|  | Phalarodon callawayi                                                       |
|  |                                                                            |
|  | Phalarodon fraasi                                                          |
|  |                                                                            |

|  | Phalarodon callawayi |
|  |                      |
|  | Phalarodon fraasi    |
|  |                      |